# 衛臨園
衛臨園（？年—？年），山西蒲州府猗氏縣人，由新疆烏魯木齊雅爾貳處供事，議敘未入流，乾隆三十四年任四川順慶府岳池縣典史。是一位政治人物，明清時曾在四川順慶府岳池縣（位於今四川東北部，武周萬歲通天二年分南充、相如二縣置，是一個千年古縣）擔任官吏。